# Głodowo (gromada w powiecie lipnowskim)
Głodowo – dawna gromada, czyli najmniejsza jednostka podziału terytorialnego Polskiej Rzeczypospolitej Ludowej w latach 1954–1972.
Gromady, z gromadzkimi radami narodowymi (GRN) jako organami władzy najniższego stopnia na wsi, funkcjonowały od reformy reorganizującej administrację wiejską przeprowadzonej jesienią 1954 do momentu ich zniesienia z dniem 1 stycznia 1973, tym samym wypierając organizację gminną w latach 1954–1972.
Gromadę Głodowo z siedzibą GRN w Głodowie utworzono – jako jedną z 8759 gromad na obszarze Polski – w powiecie lipnowskim w woj. bydgoskim, na mocy uchwały nr 24/8 WRN w Bydgoszczy z dnia 5 października 1954. W skład jednostki weszły obszary dotychczasowych gromad Głodowo, Huta Głodowo i Rumunki Głodowo (bez miejscowości Glewo) ze zniesionej gminy Czarne, obszary dotychczasowych gromad Piątki i Wierzbick ze zniesionej gminy Narutowo, obszar dotychczasowej gromady Tomaszewo ze zniesionej gminy Kłokock oraz kolonie Rumunki i Rumiankowo z miasta Lipna w tymże powiecie. Dla gromady ustalono 21 członków gromadzkiej rady narodowej.
Gromadę zniesiono 31 grudnia 1961, a jej obszar włączono do gromad Karnkowo (wsie Głodowo, Wierzbick, Rumunki-Głodowo i Piątki) i Czarne (wsie Huta Głodowska i Tomaszewo) w tymże powiecie.